# Telekom Malaysia
Telekom Malaysia Berhad est la société de télécommunications la plus importante en Malaisie, avec une histoire datant de 1946. Après avoir débuté avec la téléphonie nationale et les services de radiodiffusion fixes, elle a évolué pour devenir le plus grand fournisseur de services à large bande en plus des services de données, de lignes fixes, de télévision payante et de réseau. Plus récemment, elle s'est aventurée dans le domaine du Long Term Evolution (LTE) avec le lancement de TMgo, sa première offre 4G. 
Avec un total de 2,23 millions d'abonnés haut débit, TM est le premier service haut débit à grande vitesse de la Malaisie. Le déploiement d'Unifi, en 24 mois, a été reconnu comme l'une des mises en service les plus rapides avec l'un des coûts les plus bas au monde. 
TM représente l'une des plus grandes sociétés liées au gouvernement du pays, avec plus de 28 000 employés et une capitalisation boursière de plus de 25 milliards RM. 